# Liebe verboten – Heiraten erlaubt
Liebe verboten – Heiraten erlaubt ist ein deutscher Spielfilm von Kurt Meisel aus dem Jahr 1959. Er beruht auf einer Erzählung von Hans Nicklisch.

## Inhalt
Das junge Ehepaar Kathrin und Wolfgang Mertens hatte die Zukunft so gut geplant: Wolfgang würde sein Architekturstudium erfolgreich beenden und Arbeit finden und der gemeinsame Sohn Pips hätte in der ehemaligen Sekretärin Kathrin eine ihn rundum versorgende Mutter. Wolfgang jedoch fällt bei der Abschlussprüfung durch und so muss er zwar noch ein Jahr studieren, bringt aber dafür einen ihm unbekannten, dafür aber sehr anhänglichen Hund mit ins Haus. Kathrin ist von dem neuen Mitbewohner, der Schwips getauft wird, wenig begeistert und beschließt, nun selbst für die Familie zu sorgen. Da ihre Freundin Lilo ihren Sekretärinnenjob zwecks Heirat und Familienplanung aufgeben will, übernimmt Kathrin ihre Arbeit.
Der neue Chef Jakob erweist sich als moderner, wortgewandter Single, der unbedingt eine ungebundene Sekretärin sucht, die auch am Wochenende arbeiten kann. Kathrin verschweigt ihm also, dass sie verheiratet ist, und weckt damit das Misstrauen von Wolfgang. Der fühlt sich gleichzeitig in seiner Ehre gekränkt, weil Kathrin ihm endlich zu einem Job verhelfen will – zufällig sucht Jakob nach einem fähigen Architekten, der ihm sein Traumhaus baut. Als Jakob eines Tages mit Kathrin allein auf Geschäftsreise fährt, ist das ein weiterer Grund für Wolfgang, eifersüchtig zu reagieren, schließlich handelt es sich bei dem Tag prompt um den gemeinsamen Hochzeitstag. Als Kathrin zu einer verabredeten Zeit nicht ans Telefon geht und der Portier Wolfgang erklärt, dass sie mit Jakob ausgegangen sei, lädt der seine neue Nachbarin Uschi zu sich in die Wohnung ein. Beide trinken Brüderschaft und tanzen in der Wohnung. Als Kathrin zu Hause anruft, beantwortet prompt Uschi den Anruf. Kathrin entscheidet sich daraufhin, trotz vorheriger Absage den Abend doch mit ihrem Chef beim Tanz zu verbringen. Für beide Männer endet der Abend anders als geplant: Wolfgang flößt dem zum ersten Mal zahnenden und daher quengelnden Pips die ganze Nacht lauwarmen Kamillentee ein und Kathrin wahrt die Contenance und verabschiedet sich von Jakob an ihrer Hoteltüre.
Nach der Rückkehr nach Hause jedoch zieht Kathrin sofort mit Pips aus der Wohnung aus, wozu sie neben dem nächtlichen Anruf mit Uschi am Apparat auch einer von Uschis Ohrringen in ihrem Ehebett bringt. Sie flüchtet zu Lilo, die sie davon zu überzeugen versucht, das alles nur ein Missverständnis war. Wolfgang hat unterdessen auf Grundlage von Kathrins Erzählungen ein Traumhaus für Jakob entworfen und ihm die Zeichnungen per Post zustellen lassen. Jakob ist begeistert und lädt Wolfgang zu einer Grundstücksbegehung ein. Jakob reist mit der nichtsahnenden Kathrin zum Grundstück, hofft er doch insgeheim, das Haus für sie und sich zu bauen. Wolfgang wiederum wird von Uschi zur Begehung gefahren, da er selbst kein Auto besitzt. Es kommt zum Zusammentreffen der Frauen, bei dem Uschi Kathrin alles erklärt. Beim Wiedereintreffen zu Hause erscheint Lilo mit Pips, der ihr von Kathrin und Wolfgang abgenommen wird. Während das Ehepaar mit ihrem Sohn nach Hause geht, erklärt Uschi Jakob die Zusammenhänge und der schwört, in Zukunft nur noch Sekretäre einzustellen.

## Produktion
Die Dreharbeiten liefen von Juli bis August 1959. Die Premiere des Films fand am 9. Oktober 1959 im Alhambra in Düsseldorf statt.

## Kritik
Das Lexikon des Internationalen Films befand, dass im Film Liebe verboten – Heiraten erlaubt ein „durchgefallener Architekt und [eine] stellungslose Sekretärin … kleinen Konflikt in junger Ehe [spielen]. Nur Wolfgang Neuss gewinnt dem Filmchen ein wenig Heiterkeit ab.“